# Веселі вісті
«Веселі вісті» — українська гумористична газета. 

## Історія та зміст
Засновник і видавець — редакція газети «Вісті Центральної спілки споживчих товариств України».
Виходила у Києві як двотижневик (з 1998 по 2000) і тижневик (з 2001 по 2004).
Головні редактори: В. Баранов (з 1998 по 2002), В. Чепіга (з 2002 по 2003), В. Бондаренко (з 2003 по 2004). 
Публікували віршовані і прозові гумористичні твори, сатиричні оповідання, фейлетони, усмішки, іронізми, жарти, фотовікторини; спогади про українських гумористів та їх твори; переклади класиків зарубіжного гумору. Була сторінка для дітей «Реготунчик», рубрика «З книжкового гумору ВВ» (про нові сатиричні та гумористичні видання), широко презентували курені «Веселої Січі».
Редакція проводила щорічні конкурси: «Світ уцілів, бо сміявся» (на кращу публікацію), «А от іще було…» (на кращу смішну бувальщину). 
Серед авторів: М. Білокопитов, В. Бойко, А. Бортняк, М. Возіянов, Г. Гайовий, Г. Гарченко, В. Козак, І. Кидрук, В. Кравчук, А. Кокотюха, П. Красюк, Л. Куліш-Зіньків, П. Ребро, М. Савчук, М. Шапошник, П. Юрик. 
Художник — М. Александров, автори-карикатуристи — М. Капуста, В. Лазунько, О. Монастирський, І. Моцар, І. Савлюк, С. Сердюк, В. Сингаївський, Р. Тищенко, Б. Речун, С. Федько та ін.
У 1998 році його рекламували як «найдешевше гумористичне видання в Україні». Передплатна ціна на місяць становила 70 копійок.